# Carl Schaarschmidt

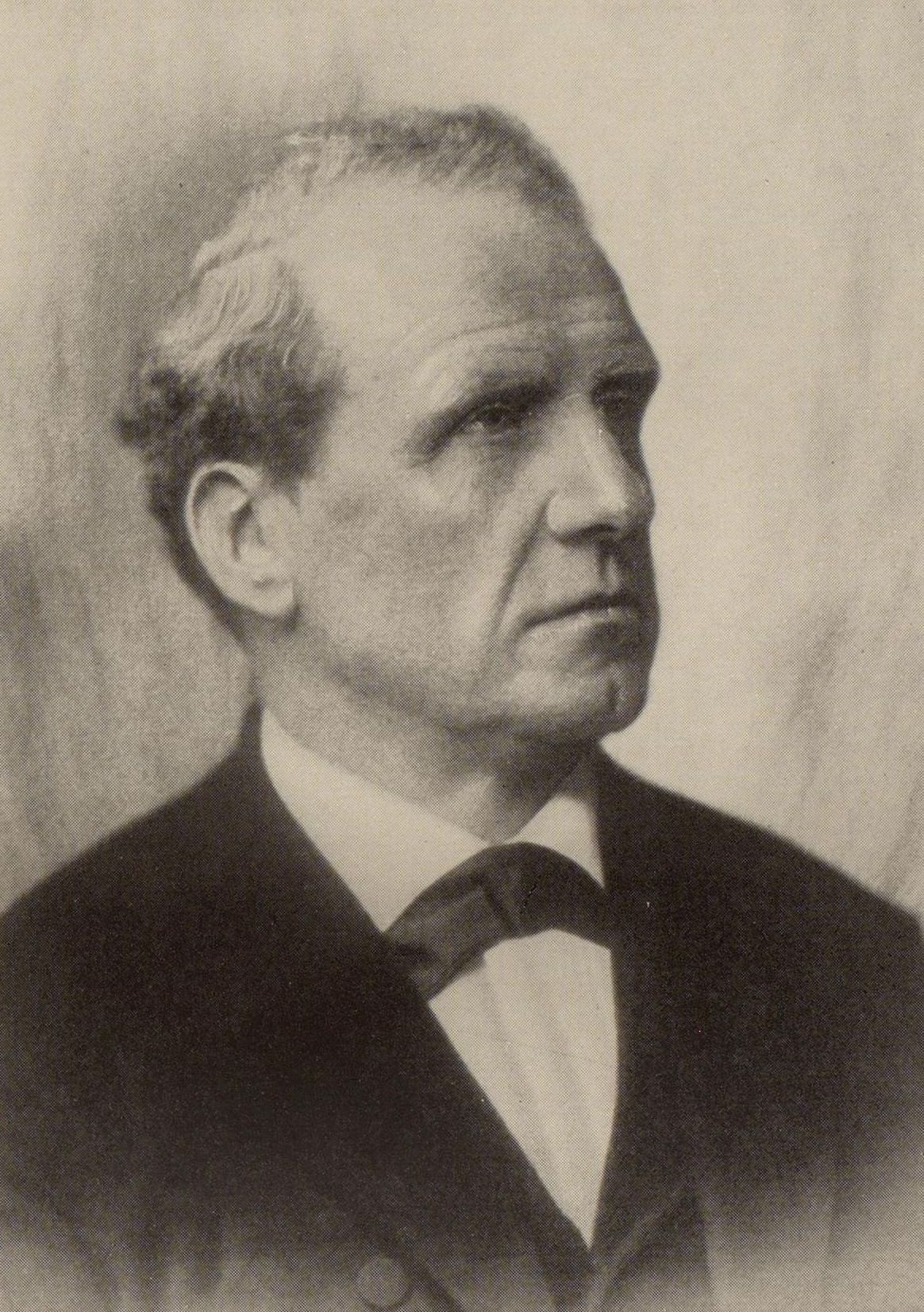
Carl Schaarschmidt

Carl (auch: Karl) Max Wilhelm Schaarschmidt (* 3. November 1822 in Berlin; † 26. Dezember 1908) war ein deutscher Bibliothekar.

## Leben
Schaarschmidt besuchte das Friedrichswerdersche Gymnasium in Berlin und die Königliche Landesschule Pforta, bevor er in Berlin und Halle Klassische Philologie, Geschichte und Philosophie studierte. 1845 wurde er promoviert. Das Probejahr absolvierte er am Berlinischen Gymnasium zum Grauen Kloster, unterbrochen durch eine Hauslehrerstellung in England bei den Söhnen des bayerischen Gesandten August von Cetto. 1847 vollendete er nach seiner Rückkehr nach Berlin das Probejahr am Cöllnischen Realgymnasium und wurde dort von 1848 bis 1849 Hilfslehrer. 1849 wurde er an der Universität Bonn habilitiert. Anschließend lehrte er an der Universität Bonn, unterbrochen durch ein Jahr am Königlichen Pädagogischen Seminar in Berlin. Im Oktober 1854 wurde Schaarschmidt dann Sekretär an der Bonner Universitätsbibliothek. Weiterhin lehrte er aber an der Universität, wurde 1859 außerordentlicher Professor und 1895 ordentlicher Honorarprofessor. Als Bibliothekar wurde er 1872 Unterbibliothekar und 1882 leitender Bibliothekar. 1901 ging er in den Ruhestand. Von 1892 bis 1895 war er zudem Mitglied des Kuratoriums der Königlichen Bibliothek in Berlin. Sein Sohn war der Düsseldorfer Maler, Konservator und Kunstschriftsteller Friedrich Schaarschmidt.

## Werke (Auswahl)
- Plato et Spinoza philosophi inter se comparati, Berlin 1845 (Berlin, Univ. Diss. 1845).
- Descartes und Spinoza: urkundliche Darstellung der Philosophie beider. Marcus, Bonn 1850.
- Der Entwicklungsgang der neueren Speculation: als Einleitung in die Philosophie der Geschichte. Marcus, Bonn 1857.
- Emanuel Swedenborg: Vortrag gehalten zu Neuwied den 14. März 1861. In: Vorträge für das gebildete Publikum; 2: Zweite Sammlung 1862, S. 87–104.
- Johannes Saresberiensis nach Leben und Studien, Schriften und Philosophie. Teubner, Leipzig 1862.
- Die Angebliche Schriftstellerei des Philolaus und die Bruchstücke der ihm zugeschriebenen Bücher. Marcus, Bonn 1864.
- Die Sammlung der platonischen Schriften zur Scheidung der Echten von den Unechten. Marcus, Bonn 1866.
- Erläuterungen zu den Neuen Abhandlungen über den menschlichen Verstand von G. W. v. Leibniz. Dürr, Leipzig 1874 (Philosophische Bibliothek; 70).
- Über Wesen und Aufgaben der Philosophie: Ihre Bedeutung für die Gegenwart und ihre Aussichten für die Zukunft, [Berlin] [1877].
- Über den Werth des Lebens. Winter, Heidelberg 1879 (Sammlung von Vorträgen für das deutsche Volk; 1,5).
- Der Atheismus. Winter, Heidelberg 1879 (Sammlung von Vorträgen für das deutsche Volk; 2,1).
- Über den Unsterblichkeitsglauben: Ein Vortrag gehalten am 8. Januar 1883. Winter, Heidelberg 1883 (Sammlung von Vorträgen für das deutsche Volk; 9,3).
- Die Religion: Einführung in ihre Entwicklungsgeschichte. Dürr, Leipzig 1907 (online).